# Perilitus cornelii
Perilitus cornelii är en stekelart som beskrevs av Haeselbarth 1999. Perilitus cornelii ingår i släktet Perilitus och familjen bracksteklar. Inga underarter finns listade i Catalogue of Life.